# 圖們江杜父魚
圖們江杜父魚，為輻鰭魚綱鮋形目杜父魚亞目杜父魚科的其中一種，為溫帶魚類，分布於亞洲朝鮮半島、日本及中國淡水及半鹹水域，體長可達15公分，成魚棲息在沙石底質河川中下游，幼魚棲息在沿岸水域，生活習性不明。

## 擴展閱讀
維基物種上的相關：圖們江杜父魚